# Kati Marton

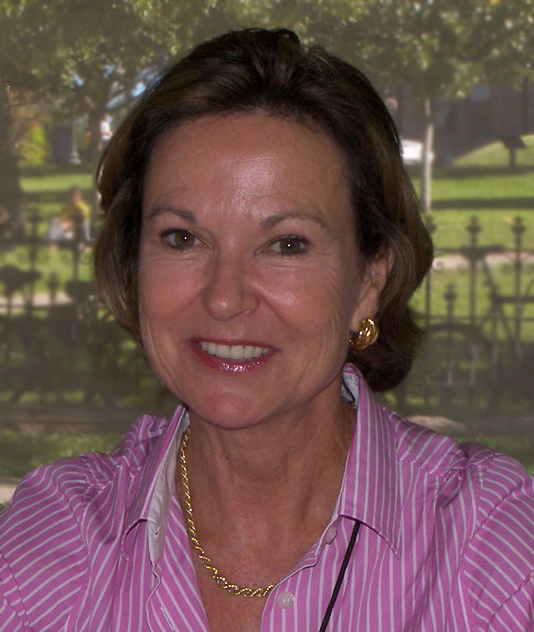
Kati Marton, 2009

Kati Marton, ['kati], (* 3. April 1947 in Budapest) ist eine ungarisch-US-amerikanische Autorin und Journalistin.

## Biografie

### Werdegang von Kati Marton
Kati Marton wurde 1947 als zweites Kind von Ilona und Endre Márton in Budapest geboren; ihre ältere Schwester Julia wurde 1946 geboren, ihr Bruder Andrew Thomas am 16. Dezember 1957.
Nach ihrem Abschluss an der Bethesda Chevy Chase High School in Chevy Chase, im Montgomery County, Maryland und dem privaten Wells College in Aurora, Cayuga County, New York, ging Marton nach Frankreich, studierte an der Sorbonne und am Institut d’études politiques de Paris. Anschließend machte sie ihren B.A. in Romanischen Sprachen und ihren M.A. in Internationalen Beziehungen an der George Washington University.
Von 1971 bis Ende 1972 war sie Reporterin für National Public Radio, von Januar 1973 bis November 1977 Reporterin für WCAU (NBC) in Philadelphia, Pennsylvania.
Von Dezember 1977 bis Dezember 1979 arbeitete sie in Deutschland als Auslandskorrespondentin sowie Leiterin des Bonner Büros für den Sender ABC, verfasste u. a. Reportagen über die DDR, die Niederlande, Italien, Nordirland, Polen, Ungarn und Nahost.
Danach erhielt sie eine eigene Sendung beim National Public Radio. Sie machte Interviews und schrieb für Zeitungen und Zeitschriften wie The New York Times und Vanity Fair. Die katholisch erzogene Journalistin wurde in Budapest bei der Arbeit zu ihrem Buch über Raoul Wallenberg mit ihren eigenen jüdischen Wurzeln und der Ermordung ihrer Großeltern mütterlicherseits in Auschwitz konfrontiert.
Kati Marton war dreimal verheiratet. In erster Ehe mit dem Investment-Banker Carroll Wetzel; die Ehe wurde 1973 geschlossen und nach drei Jahren wieder geschieden. 1979 heiratete sie den Nachrichtensprecher (anchorman) bei ABC, Peter Jennings († 2005); nachdem das Paar bereits 1993 seine Trennung bekannt gegeben hatte, wurde die Ehe 1994 geschieden. Im Mai 1995 heiratete sie den Diplomaten Richard Holbrooke, der am 13. Dezember 2010 starb. Aus der Ehe mit Jennings gingen zwei Kinder hervor, Elizabeth (* 1980) und Christopher (* 1982) Jennings. Holbrooke brachte zwei Kinder, David und Anthony Holbrooke, mit in die Ehe.

### Die Geschichte der Eltern: Verfolgung und Emigration
Der Vater Endre Márton (* 29. Oktober 1910 in Budapest; † 1. November 2005 in New York City) studierte Wirtschaftswissenschaften an der Loránd-Eötvös-Universität in Budapest und wurde 1936 zum Doktor der Ökonomie promoviert. Die Mutter Ilona Marton (* 14. März 1912 als Ilona Neumann in Miskolc; † 4. September 2004 in Silver Spring) studierte Geschichte und schloss mit einem Diplom ab, später wurde sie zum Doktor der Philosophie promoviert.
Ilona (Nyilas) und Endre Márton heirateten 1943.
Beide waren ursprünglich jüdischen Glaubens (einer der Vorfahren von Endre Márton war Rabbiner von Dobříš, einer südlich von Prag gelegenen Stadt), sie waren aber bereits Anfang der 1930er Jahre, um dem zunehmenden Antisemitismus in Ungarn zu entgehen, zum katholischen Glauben konvertiert. Ihren beiden Töchtern, die sie streng katholisch erzogen, verschwiegen sie ihre jüdische Abstammung.
Im nun kommunistischen Nachkriegs-Ungarn wandten sich Ilona und Endre Marton ganz dem Journalismus zu. Nach einer kurzen Tätigkeit für den britischen The Daily Telegraph arbeitete Endre Marton ab 1947 als Reporter für Associated Press (AP) und Ilona Marton als Reporterin für United Press (heute: United Press International / UPI). Beide sprachen fließend Englisch, waren mit Geschichte, Politik, sozialem Gefüge Ungarns vertraut und bereit, für westliche Nachrichtenagenturen zu arbeiten.
Ihre Tätigkeit für westliche Nachrichtenagenturen im kommunistisch bestimmten Nachkriegs-Ungarn ließ sie in Zeiten des Kalten Krieges fast zwangsläufig zu Verdächtigen werden. Sie wurden vom ungarischen Geheimdienst der Spionage für die CIA verdächtigt, permanent überwacht und bespitzelt, mit Informanten umgeben. Im Februar 1955 wurde Endre Marton verhaftet, im Juni 1955 Ilona Marton, die beiden Töchter Julia und Kati bei Fremden untergebracht. Sie wurden im Haus des Terrors inhaftiert, zu „Geständnissen“ gezwungen, der Spionage und der Verschwörung gegen die ungarische Regierung angeklagt. Endre Marton wurde zu 13 Jahren Gefängnis verurteilt (später auf sechs Jahre herabgesetzt), Ilona Marton zu drei Jahren Gefängnis.
Auf massiven Druck der westlichen Diplomatie und im Vorfeld des bevorstehenden Volksaufstandes wurden sie 1956 vorzeitig auf freien Fuß gesetzt – Ilona Marton am 4. April, Endre Marton am 15. August 1956. So wurden sie Augenzeugen des Ende Oktober 1956 beginnenden Volksaufstands, konnten ihren Nachrichtenagenturen hautnah von der russischen Intervention, den Kämpfen in Budapest berichten. Nach der Besetzung Ungarns durch russische Truppen und der Re-Etablierung alter Machtstrukturen wurden die Martons wegen ihrer Arbeit für westliche Nachrichtenagenturen wiederum zu Verdächtigen. Als sich im Januar 1957 die Hinweise verdichteten, dass sie erneut verhaftet werden sollten, flohen sie mit ihren beiden Töchtern Julia und Kati in die Botschaft der USA. Sie sahen für sich und ihre Kinder keine Zukunft mehr in Ungarn, entschlossen sich, das Land zu verlassen und wurden nach Österreich geschmuggelt.
Von hier emigrierte die Familie einige Monate später in die USA, wo sie in Chevy Chase, Maryland, eine neue Heimat fanden. Ilona und Endre Marton wurden für ihre journalistische Arbeit mit dem George Polk Award (Special Award) ausgezeichnet. In den USA arbeitete Endre Marton als Reporter, Autor („The Forbidden Sky. Inside the Hungarian Revolution“, 1971), Universitätsdozent, in späteren Jahren als Korrespondent für das amerikanische Außenministerium (State Department). Ilona Nyilas (Marton) unterrichtete Französisch an der Robert E. Peary High School in Rockville und der Albert Einstein High School in Kensington, (beide in) Maryland, bevor sie 1975 in den Ruhestand ging.

## Werke
- Wallenberg, New York, Random House 1982
- The Polk Conspiracy: Murder and Cover-up in the Case of CBS News Correspondent George Polk, New York, Farrar, Straus & Giroux 1990
- A Death in Jerusalem, New York, Pantheon 1994
- Wallenberg: Missing Hero, New York, Arcade Publishing, 1995
- Hidden Power: Presidential Marriages That Shaped Our History, Anchor 2001
- The Great Escape: Nine Jews Who Fled Hitler and Changed the World, New York, Simon & Schuster 2006
  - Die Flucht der Genies. Neun ungarische Juden verändern die Welt. Eine literarische Reportage, dt. von Ruth Keen, Eichborn Verlag, Frankfurt am Main 2010. ISBN 978-3-8218-6219-4
- Enemies of the People. My Family's Journey to America, Simon & Schuster, New York 2009
  - Volksfeinde: Der Weg meiner Familie nach Amerika, dt. von Stefanie Schäfer, Die andere Bibliothek, Berlin 2013. ISBN 978-3-8477-0343-3
- The Chancellor: The Remarkable Odyssey of Angela Merkel. William Collins, London 2021, ISBN 978-0-00-849945-7.

## Preise/Auszeichnungen
- George Foster Peabody Award für eine Reportage (WCAU) über die VR China, 1973[29]
- Gannett Fellow an der Columbia University Graduate School of Journalism, 1988
- Philadelphia Press Association Award for Best Television Feature Story
- Channel 12 (Public Broadcasting Service - PBS) Award for reporting
- Marc H. Tanenbaum Foundation Award für ihr Engagement für die gegenseitige Toleranz der Religionen, 1997
- Kostas Kyriazis Foundation Award für ihren Einsatz für die Pressefreiheit, 1997
- Rebekah Kohut Humanitarian Award des National Council of Jewish Women, 2001
- Matrix-Award for Women Who Change the World, 2002
- Citizen's Committee of New York's Marietta Tree Award for Public Service, 2004
- Edith Wharton Award for Journalism. 2004
- Woodhull Institute's Changemakers Award for Ethical Leadership in the Arts, 2004
- Offizier des Verdienstordens der Republik Ungarn, 2006